# Glossosoma atestas
Glossosoma atestas är en nattsländeart som beskrevs av Malicky och Chantaramongkol 1992. Glossosoma atestas ingår i släktet Glossosoma och familjen stenhusnattsländor. Inga underarter finns listade i Catalogue of Life.